# The Fantastiques
The Fantastiques es una banda de indie rock bielorrusa formada en el 2008, en la ciudad de Minsk. sus canciones son cantadas en inglés y bielorruso su idioma natal. sus influencias del grupo son: Ian Brown, Led Zeppelin, Black Rebel Motorcycle Club, Kasabian y The Dandy Warhols.
A pesar de aun no contar con un álbum debut de estudio, su EP "My 1st Car" del 2009, recibió buenas críticas.

## Historia
Originarios de Minsk, Bielorrusia es una de las bandas independientes más populares en su país. ha tenido sonoridad de géneros que van desde el: garage rock, rock and roll y la música surf. el grupo ha sido comparado y asimilado con grupos británicos como: Franz Ferdinand, The Cribs o Young Knives en el 2009 el grupo ha sacado solamente un EP titulado, "My 1st Car" realizado por la grabadora americana independiente 24 Hour Service Station. actualmente el grupo se encuentra trabajando, en su primer álbum de estudio y tocando en eventos musicales en Europa y en el mundo. 

## Integrantes

### Formación actual
- Roma Malakhouski - vocalista, guitarra
- Timur Simvulidi - guitarra
- Se Salaujou - bajo
- Micky Korotkevich - batería

## Discografía

### EP
- 2009: ""My 1st Car"

### Sencillos
- "Like No Other You Can Make It Wrong"
- "With You To The Stratosphere"
- "The Dog Is Blind"
- "My 1st Car"
- "Feel the Fame"
- "Surf-X"